# Albret Izabella candale-i grófné
Albret Izabella (? – 1530 körül), a neve a spanyolban valójában az Erzsébet megfelelője, franciául: Isabelle d'Albret, spanyolul: Isabel de Albret, baszkul: Elisabet Albretekoa, okcitánul: Isabèla de Labrit, bretonul: Izabel Navarra, latinul: Isabella (Elisabeth) Albretanae, Candale és Benauges grófnéja, Castillon algrófnéja, Doazit bárónéja, Buch úrnője (captal), Grailly úrnője. Cesare Borgia sógornője, (ifjabb) Albret Izabella navarrai királyi hercegnő nagynénje, valamint Candale-i Anna magyar, horvát és cseh királyné mostohaanyja.

## Élete
I. (Nagy) Alainnek (1440 körül–1522), Albret urának és Châtillon-Blois Franciskának (1451–1485), Périgord grófnőjének a lánya, valamint III. János navarrai király húga. Izabella mind apai, mind pedig anyai ágon a breton hercegek leszármazottja volt. Anyja I. Károly breton herceg dédunokája, míg apja V. János breton herceg dédunokája volt anyai ágon.
A férje, II. (Foix) Gaston János, Candale grófja, aki I. (Foix) Katalin navarrai királynő édesapjának, Gaston vianai hercegnek volt a másodfokú unokatestvére, az első feleségének, Foix Katalin navarrai királyi hercegnőnek a halála után másodszor is megnősült, és újra a navarrai királyi házból választott magának feleséget. A házassági szerződést 1494. január 30-án kötötték meg 18 nappal a navarrai királyi pár, I. Katalin és III. János január 12-ei pamplonai koronázása után.
II. Gaston János 1500-ban halt meg özveggyé téve Izabellát, aki nem ment többé férjhez. A házasságukból négy gyermek született.

## Gyermekei
- Férjétől, II. (Foix) Gaston Jánostól (1448 körül–1500), Candale  és Benauges grófjától, 4 gyermek:
  - Alain, Castillon algrófja, felesége Monpezat Franciska, 4 gyermek
  - Lujza (–1534), férje Melun Ferenc (–1574), Épinoy grófja, Franciaország hadsereg-főparancsnoka,[3] 1 fiú
  - Amanieu (–1559), Carcassonne püspöke
  - Margit (–1540 után), férje Garmain Lajos, Nègrepelisse ura